# Agnieszka Tobiasz
Agnieszka Tobiasz (geboren am 29. März 1973 in Świdnica als Agnieszka Zienkiewicz) ist eine ehemalige Handballspielerin.

## Vereinskarriere
Die auf der Position Rückraum eingesetzte Agnieszka Tobiasz kam im Alter von zehn Jahren zum Handball. Von 1994 bis 2003 spielte sie beim TV Lützellinden. Mit dem Team gewann sie drei deutsche Meisterschaftstitel (1996/1997, 1999/2000 und 2000/2001) und den EHF-Pokal der Pokalsieger 1995/1996. Von 2003 bis 2007 und erneut im Jahr 2009 spielte sie beim 1. FC Nürnberg. Mit Nürnberg wurde sie weitere zwei Mal deutsche Meisterin (2004/2005 und 2006/2007) sowie DHB-Pokalsiegerin 2003/2004 und 2004/2005.
Sowohl mit Lützellinden als auch mit Nürnberg nahm sie an europäischen Vereinsturnieren teil.

## Nationalmannschaft
Agnieszka Tobiasz spielte 84 Länderspiele.
Im Aufgebot der polnischen Nationalmannschaft erreichte sie bei der Weltmeisterschaft 1993 den 10. Platz.
Auch für die deutsche Nationalmannschaft stand sie im Aufgebot. Sie zählte zum deutschen Team bei der Weltmeisterschaft 1997, mit dem sie den dritten Platz belegte. In vier Spielen eingesetzt, trug sie zwölf Tore zum Erfolg bei. Bei der Weltmeisterschaft 1999 warf sie in neun Spielen 17 Tore.

## Erfolge
- Europapokal-Gewinnerin 1996
- Weltmeisterschafts-Dritte 1997
- Deutsche Meisterin 1997, 2000, 2001, 2005, 2007
- DHB-Pokal 2004, 2005

## Privates
Sie ist von Beruf Physiotherapeutin.